# Canadian Aviation Corps
Il Canadian Aviation Corps, abbreviato in CAC, fu un'unità militare aerea canadese, primo tentativo di istituzione di un'aeronautica militare canadese, creata per partecipare alle operazioni belliche durante la prima guerra mondiale.

## Storia
L'unità venne istituita nel 1914 su richiesta del Regno Unito dopo che il governo canadese si era dichiarato disponibile di fornire collaborazione nelle operazioni aeree delle forze armate della Triplice intesa. Aggregata alla Canadian Expeditionary Force, la CAC era di dimensioni minime, costituita da tre militari, due ufficiali ed un meccanico, ed un velivolo, l'idrovolante a scafo centrale Burgess-Dunne, che non venne mai utilizzato. Il 7 maggio 1915 il Canadian Aviation Corps venne dismesso.
Un secondo tentativo di istituire una forza aerea canadese fu la creazione della Canadian Air Force nel 1918.

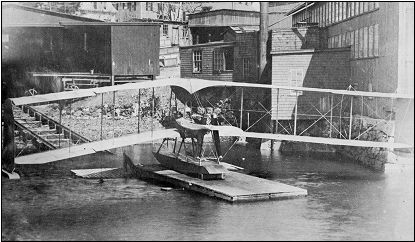
Il Burgess-Dunne fu il primo aereo militare canadese, anche se non venne mai impiegato operativamente.

## Equipaggiamento

### Aerei
- un Burgess-Dunne - idroaddestratore biplano biposto a scafo centrale.

## Personale
- Capt. E.L. Janney - comandante (provvisorio)
- Lt. W.F.N. Sharpe - osservatore/pilota
- Lt. H.A. Farr - meccanico